# Noble M15
Der Noble M15 ist ein Sportwagen des britischen Fahrzeugherstellers Noble Automotive.

## Rahmen und Karosserie
Die tragende Struktur des Wagens ist ein Gitterrohrrahmen aus Stahl. Die Karosserie besteht hauptsächlich aus Faserverbundkunststoffen. Das Fahrzeugheck hat zahlreiche Entlüftungsöffnungen und ist mit einem integrierten Flügel versehen.

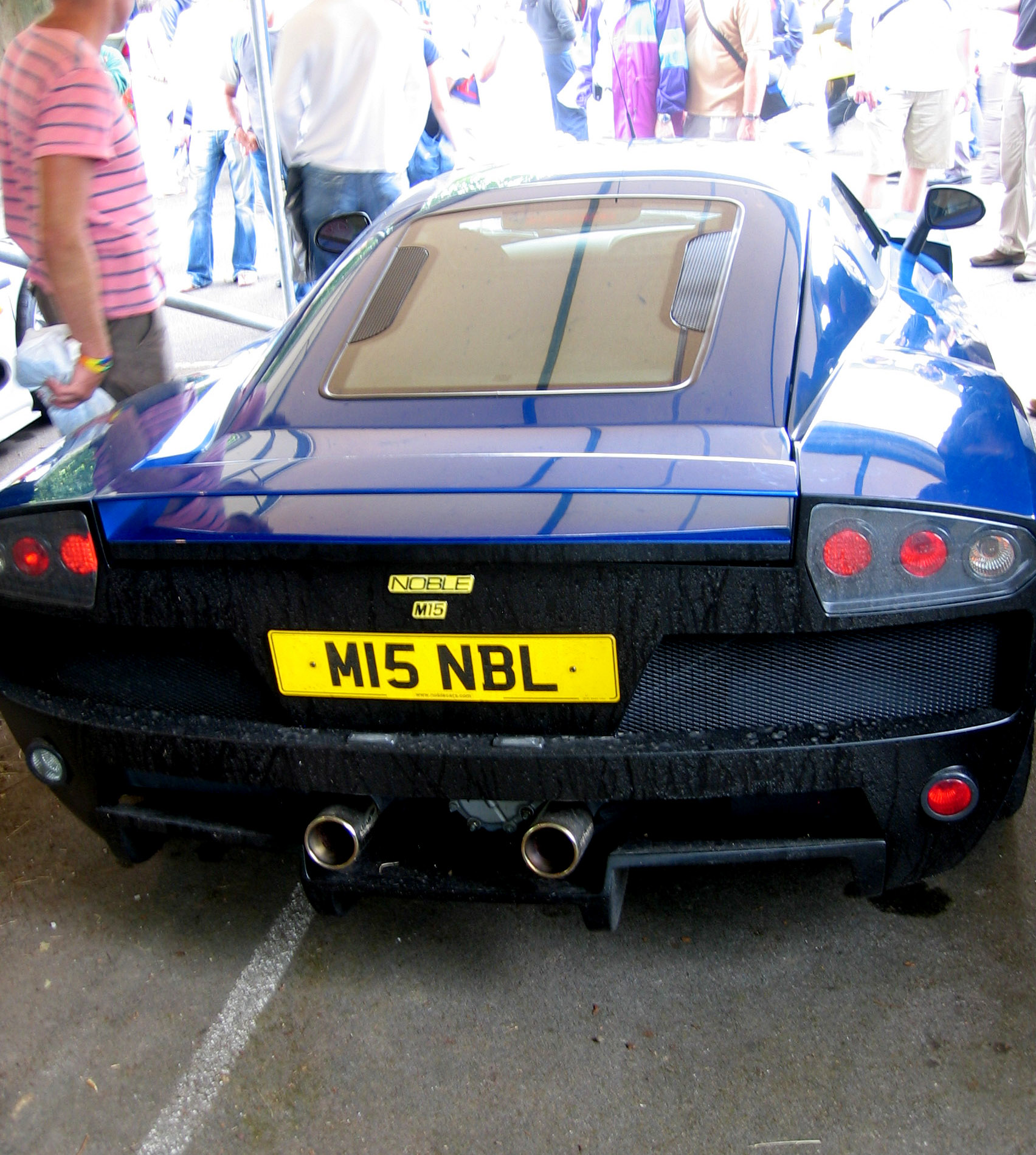
Heckansicht

## Motor
Der von Ford entwickelte Motor des Noble M15 hat drei Liter Hubraum Er wird von zwei Turboladern mit Ladeluftkühlern aufgeladen. Die Maximalleistung beträgt 334 kW (455 PS), das maximale Drehmoment liegt bei 617 Nm. Damit beschleunigt der M15 in 3,5 s von 0 auf 100 km/h und erreicht eine Höchstgeschwindigkeit von 298 km/h.

## Kraftübertragung
Die Leistung überträgt ein manuell zu schaltendes Sechsganggetriebe auf die Hinterachse. Sie ist mit 10,5 × 19 Zoll großen Rädern mit Reifen der Dimension 285/40 versehen. 8-x-18-Zoll-Räder mit 225/40er Bereifung sitzen an der Vorderachse. Die 330 Millimeter großen Bremsscheiben sorgen für die Verzögerung.

## Innenraum
Die Schalensitze sind lederbezogen und die Sitzschalen aus kohlenstofffaserverstärktem Kunststoff hergestellt. Der Noble M15 hat ein Navigationssystem mit Touch-Screen, elektrische Fensterheber und Außenspiegel, Sechsfach-CD-Wechsler, DVD und MP3-Radio, heizbare Frontscheibe und Zentralverriegelung. Der Preis lag 2006 bei 107.500,- Euro.